# دراغوليوب أنجيلكوفيتش
دراغوليوب أنجيلكوفيتش (بالصربية: Драгољуб Анђелковић)‏ هو لاعب كرة قدم صربي في مركز الهجوم، ولد في 14 أبريل 1993 في كرالييفو في صربيا. لعب مع نادي فودوفاك ‏.

## وصلات خارجية
- دراغوليوب أنجيلكوفيتش على موقع قاعدة بيانات كرة القدم.إي يو (الإنجليزية)
- دراغوليوب أنجيلكوفيتش على موقع Soccerbase.com (لاعب) (الإنجليزية)
- دراغوليوب أنجيلكوفيتش على موقع Soccerway.com (الإنجليزية)
- دراغوليوب أنجيلكوفيتش على موقع عالم كرة القدم.نت (الإنجليزية)